# Somethin’ Else (альбом Кэннонболла Эддерли)
Somethin’ Else — студийный альбом американского джазового музыканта Джулиана «Кэннонболла» Эддерли, выпущенный в 1958 году на лейбле Blue Note.

## Об альбоме
Диск рассматривается как знаковая пластинка стилей хард-боп и кул-джаз. Многие критики и поклонники джаза называют «Somethin' Else» в числе наиболее важных джазовых альбомов. Справочник The Penguin Guide to Jazz включил альбом в раздел «Центральная коллекция».
Значительный вклад в альбом внёс Майлз Дейвис, в какой-то степени он может восприниматься соавтором альбома. Дейвис играет несколько первых соло и, как сказано в комментариях к альбому, выбрал большую часть материала. Он будет продолжать играть «Осенние листья» («Autumn Leaves») и «Любовь на продажу» («Love for Sale»), во всё более неистовом темпе в последующие несколько лет. Он также написал блюзовый заглавный трек и предложил Эддерли кавер «Танцующая в темноте» («Dancing in the Dark») (на котором Дэвис не появляется). Единственным исключением является 12-тактовый блюз «One for Daddy-O», написанный братом Джулиана Нэтом (он посвящён диск-жокею чикагского радио Holmes «Daddy-O» Daylie, а вовсе не отцу братьев Эддерли). Тем не менее, в конце этого трека можно услышать реплику Майлза, обращённую к продюсеру Альфреду Лиону: «Это так, как ты хотел, Альфред?». Сотрудничество между Эддерли и Дейвисом продолжилось в 1959 году во время работы над Kind of Blue, одной из лучших пластинок в истории джаза.

## Список композиций
| №  | Название                             | Автор(ы)               | Длительность |
| -- | ------------------------------------ | ---------------------- | ------------ |
| 1. | «Autumn Leaves»                      | Жозеф Косма            | 11:01        |
| 2. | «Love for Sale»                      | Коул Портер            | 7:06         |
| 3. | «Somethin' Else»                     | Майлс Дейвис           | 8:15         |
| 4. | «One for Daddy-O»                    | Нэт Эддерли, Сэм Джонс | 8:26         |
| 5. | «Dancing in the Dark»                | Артур Шварц            | 4:07         |
| 6. | «Bangoon («Alison's Uncle»)» (бонус) | Хэнк Джонс             | 5:05         |

Последняя композиция первоначально вышла под названием «Alison’s Uncle», а затем на CD редакции RVG была озаглавлена как «Bangoon». Песня не входила в альбом на оригинальном LP.

## Участники записи
- Джулиан «Кэннонболл» Эддерли — альт-саксофон
- Майлс Дейвис — труба
- Хэнк Джонс — фортепиано
- Сэм Джонс[англ.] — контрабас
- Арт Блэйки — ударные